# Raimund Abraham
Raimund Johann Abraham (* 23. Juli 1933 in Lienz, Osttirol; † 4. März 2010 in Los Angeles) war ein österreichisch-US-amerikanischer Architekt und Professor für Architektur.

## Leben
Von 1952 bis 1958 studierte Raimund Abraham an der Technischen Universität in Graz. Nach dem Studium absolvierte er bis 1960 weitere Studien in Deutschland, Belgien und der Schweiz.
1960 bis 1964 arbeitete er als freischaffender Architekt in Wien; in dieser Zeit hielt er sich kurz in Afrika, Mexiko und den USA auf. Ab dem Jahre 1964 war er Professor an der Rhode Island School of Design in Providence, USA. Vier Jahre später arbeitete er bis 1970 als Direktor des Studio of Environmental Technology Institute in derselben Stadt.
1971 zog er nach New York um, wo er als Professor für Architektur am Pratt Institute tätig war. Danach war er Gastdozent für Architektur an der Cooper Union for Advancement of Science and Art. Parallel dazu machte er sich 1971 selbstständig und öffnete ein eigenes Studio für Architektur und Design in New York.
Seit 1958 erhielt er zahlreiche Preise bei internationalen Wettbewerben. Er wohnte in New York, Los Angeles und in Mazunte im Bundesstaat Oaxaca in Mexiko.
Nach einem Lehrvortrag am Südkalifornischen Institut für Architektur (SCI-Arc) kollidierte 2010 der von Abraham gelenkte Wagen auf der Heimfahrt in Los Angeles mit einem Bus. Abraham verstarb noch an der Unfallstelle.
Raimund Abraham war nicht nur für seine spektakuläre Architektur bekannt. Er gehörte auch zu jenen Architekten, die der modernen Architekturzeichnung zu ihrem heutigen Stellenwert verhalfen.

### Austrian Cultural Forum New York

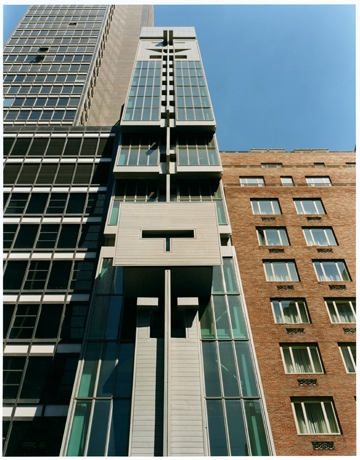
Österreichisches Kulturforum in Manhattan, New York

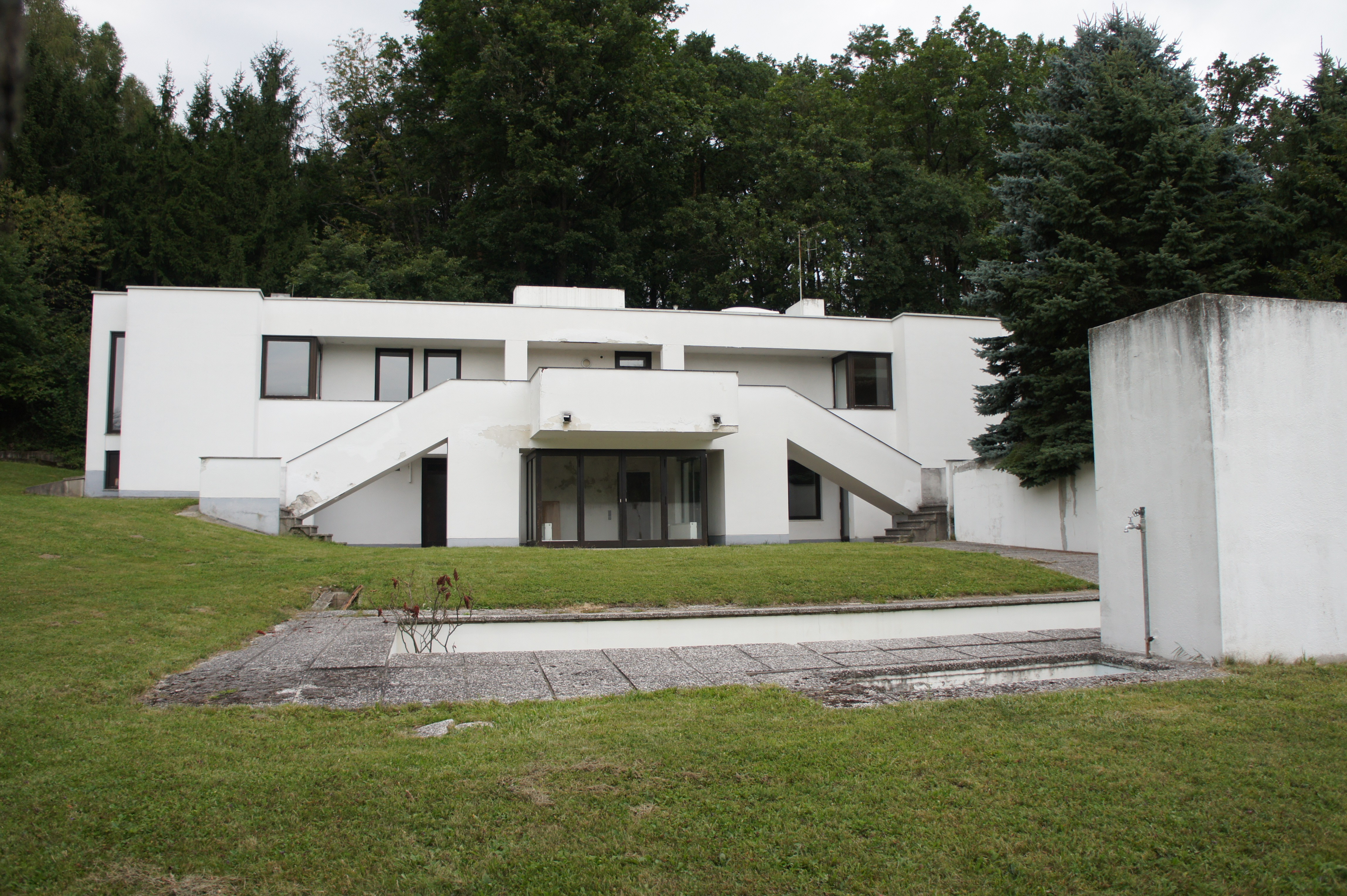
Haus Dellacher in Oberwart

Sein wohl spektakulärster Bau ist das 2002 fertiggestellte Österreichische Kulturforum in New York, das international Aufsehen erregte. Aus Protest gegen die FPÖ-Regierungsbeteiligung legte er in einem symbolischen Akt kurz vor der Eröffnung dieses Kulturforums seine österreichische Staatsbürgerschaft nieder, suchte aber danach wieder um die Einbürgerung an.

## Würdigung
Auf Schloss Bruck in Lienz wurde vom 16. Juli bis zum 26. Oktober 2016 die Ausstellung Architekt Raimund Abraham. Back Home gezeigt. In diesem Rahmen wurde der sechsstündige Film Scenes from the Life of Raimund Abraham des New Yorker Avantegardefilmers Jonas Mekas, entstanden 2013, erstmals in Österreich gezeigt.
2020 zeigte das Museum für angewandte Kunst Wien (MAK) vom 16. Juni bis zum 18. Oktober die Ausstellung Raimund Abraham. Angles and Angels und diesen Film.

## Werke (Auswahl)
- 1960er Jahre: Haus Pless in Wien[7]
- 1960er Jahre: Haus für den Salzburger Fotografen Josef Dapra[8]
- 1967–1969: Haus Dellacher in Oberwart im Burgenland
- 1968–1969: Standardisierte Einfachhäuser und ein Kindertagesheim in Providence, Rhode Island, USA
- 1973–1977: Rainbow Plaza in Niagara Falls
- 1980–1987: Wohn- und Geschäftshaus Friedrichstraße 32–33 zur IBA Berlin
- 1980–1989: Anthology Film Archives in New York
- 1985: Zubau Haus Bernard in Lans, Tirol
- 1987–1991: Siedlung Traviatagasse 21–29 (Masterplan und Bausegment C) in Wien 23., Inzersdorf
- 1990–1993: Wohn- und Geschäftsgebäude in Graz
- 1993–1996: Tiroler Landeshypothekenbank in Lienz, Osttirol
- 1998: Library of the Anthology Film Archives in New York
- 1998–2001: Österreichisches Kulturforum in New York

## Auszeichnungen
- 2005: Goldenes Ehrenzeichen für Verdienste um das Land Wien[9]